# Cisma de Occidente

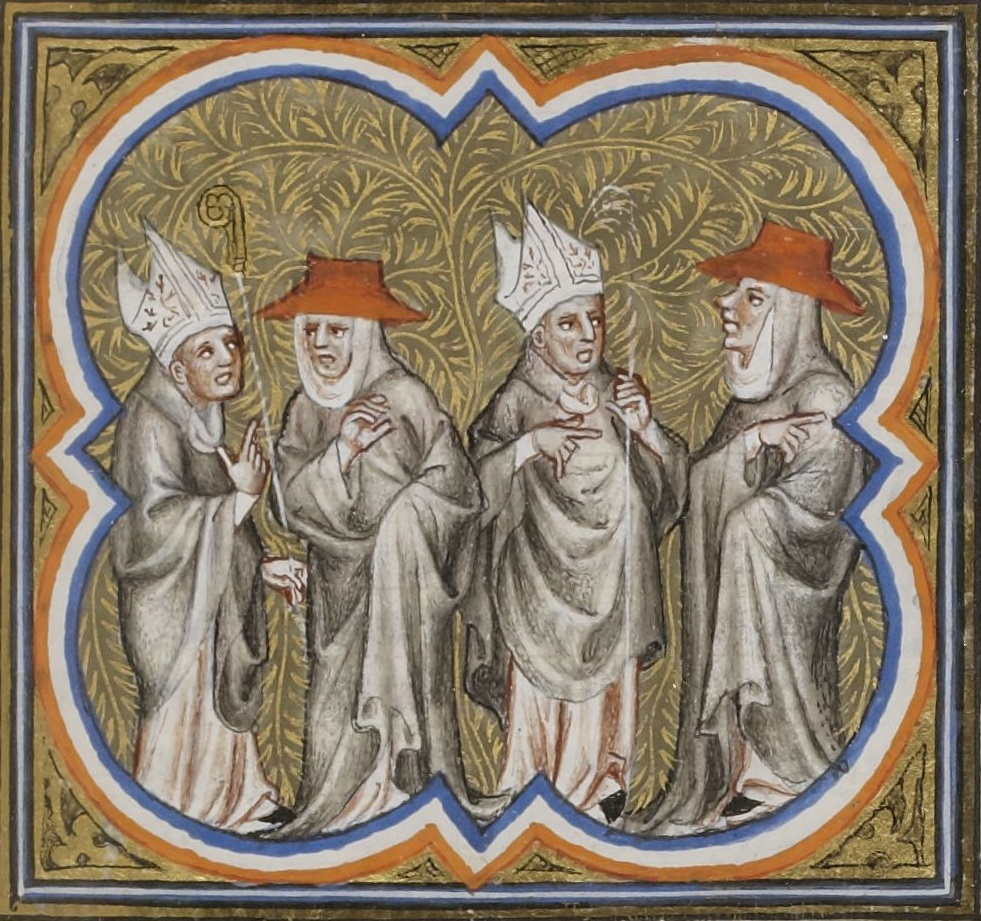
Miniatura del de un manuscrito de las Crónicas de Jean Froissart, que representa el Gran Cisma de la Iglesia católica iniciado en 1378.

El Cisma de Occidente, también conocido como Gran Cisma de Occidente y a menudo llamado Cisma de Aviñón, hace referencia a la división que se produjo en la Iglesia católica entre 1378 y 1417, cuando dos obispos —y, a partir de 1410, incluso tres— se disputaron la autoridad pontificia.

## Antecedentes históricos
La difícil situación de la relación entre el reino de Francia y el Papado, que venía arrastrándose desde los conflictos de Bonifacio VIII con Felipe el Hermoso, era una de las causas por las que los últimos cónclaves habían sido especialmente largos. En 1309, el papa Clemente V trasladó la sede de Roma a la ciudad de Aviñón, que entonces no era territorio francés sino que pertenecía al Reino de Nápoles, que a su vez era vasallo de los Estados Pontificios. La división en el seno del colegio cardenalicio se prolongaba ya que algunos consideraban que los papas de Aviñón eran demasiado serviles a la política del monarca francés. Por otro lado, el regreso a Roma se hacía imposible por las divergencias políticas entre familias que mantenían en pie de guerra la ciudad.
A estas cuestiones que causaban una constante división entre los cardenales hay que añadir la progresiva toma de conciencia de estos del poder que tenían al ser quienes elegían al papa. Durante los cónclaves se requería que quien fuera el elegido siguiera una serie de políticas y hasta se dejaba escrito que se procedería de ese modo. Pero dado que tales juramentos y acuerdos eran completamente ilegales –los documentos escritos de los cónclaves no los mencionaban– los papas luego se sentían con la libertad de no seguir tales acuerdos. Y para evitar que a raíz de esta actitud, los cardenales se le opusieran, se apresuraba a nombrar cardenales a personas de su entorno propiciando el nepotismo.
El ambiente intelectual también había cambiado. A la propuesta de conciliación de la teología con la filosofía aristotélica realizada por Tomás de Aquino se había opuesto primero Duns Scoto y luego Guillermo de Ockham generando una tendencia antirracionalista dentro de la cristiandad y otro foco de división que sería determinante en el cisma.
El tan deseado regreso del papa Gregorio XI a Roma, séptimo pontífice en Aviñón, no solucionó los problemas políticos que había en Roma y estando a punto de abandonar de nuevo la ciudad, el papa falleció en el año 1378.

## El cónclave de 1378
El Cónclave para la elección del nuevo pontífice de la Iglesia se celebró en Roma; los habitantes de la ciudad no querían que el futuro papa se instalase de nuevo en Aviñón y por ello se produjeron importantes disturbios, no solo en la ciudad, sino en toda la península. Se impidió a los cardenales abandonar Roma. Incluso algún cardenal fue agredido, como Bertrand Lagier. Las autoridades municipales de la ciudad hicieron saber a los cardenales que no podrían contener a las turbas si la elección no se realizaba según su gusto. Sin embargo, la situación no era tan peligrosa ya que los cardenales no tomaron todas las medidas que, en caso de temer por sus vidas, habrían puesto: los grupos armados que los acompañaban quedaron fuera de la ciudad y no usaron el Castillo Sant'Angelo (que estaba más protegido) para el cónclave, sino que decidieron reunirse en la basílica de San Pedro.
El cónclave comienza el 7 de abril de 1378 con 16 cardenales (10 de los cuales eran franceses). Mientras van llegando los cardenales, las turbas romanas les gritan enfervorizadas: «Romano, romano lo volemo, o almanco italiano» («lo queremos romano, romano, o al menos italiano»). Luego entraron en las estancias pontificias amenazando a los electores. Los cardenales hicieron saber a las autoridades civiles que, si continuaban las presiones, la elección no podría considerarse válida.
Al día siguiente el cardenal Giacomo Orsini propuso la elección de un papa de compromiso que fuera temporal mientras se pudiera organizar un cónclave con la necesaria seguridad. La propuesta fue rechazada unánimemente. Finalmente y a instancias de los cardenales Pedro de Luna y Jean de Cros, fue elegido el arzobispo de Bari, Bartolomeo de Prignano, quien tomaría el nombre de Urbano VI. El elegido no era cardenal y por tanto no se encontraba entre los electores. Dos se oponen: el cardenal de Bretaña y el cardenal Guillaume de Noellet. El primero luego concede su voto al candidato de los demás y el segundo anuncia que seguirá a la mayoría. En cambio, el cardenal Orsini considera que, debido a la situación de presión, la elección podría ser inválida y por tanto vota en contra. La noticia no se anuncia inmediatamente.
A media mañana el cardenal Orsini anuncia a las turbas que se tendría un papa italiano antes del fin del día. Luego convoca a siete obispos para evitar que se conociera la noticia antes de tiempo. Al comer, se renueva la votación y 12 cardenales votan a favor de Prignano. Pero la situación se vuelve nuevamente difícil por la presión de la multitud. Orsini pide a todos que se dirijan a la Basílica de san Pedro: esto llevó a una confusión pues pensaron que el elegido era el prior de la basílica, es decir, el cardenal Tebaldeschi, a quien hicieron los honores. Pero algunos supusieron que se trataba de una dilación debido a que el elegido no era italiano, y entonces arremetieron contra los cardenales. En la confusión, los asaltantes, inducidos por la confusa pronunciación de un monseñor francés presente en el lugar, que quiso decir «Bari», creyeron que el elegido era el obispo Jean de Bar. Esto acrecentó la furia de la turba. La confusión era enorme y en medio de ella los cardenales abandonaron el palacio papal, siendo incluso agredidos.

## Inicio del cisma

### Inicio del Pontificado de Urbano VI
El día 9 de abril los cardenales que se quedaron en Roma (doce cardenales) aprueban la entronización del papa recién elegido aunque varios de ellos se niegan a salir de sus casas por temor a las turbas. Los días siguientes la situación se tranquiliza, lo que permite que regresen a Roma los demás electores. El 18 el nuevo papa fue coronado por Orsini. El 24 de junio Urbano recibió la carta de aprobación de los cardenales que se habían quedado en Aviñón.
El nuevo pontífice era partidario de una reforma de la Iglesia y desde el inicio no ahorró críticas al modo de vida de los cardenales, tales como Jean de La Grange, que llevaban una vida de lujos y exagerada pomposidad. También dispensó un trato poco amable a los embajadores de Nápoles y de Fondi granjeándose la enemistad de sus señores. Unos días después de su elección reprendió a los obispos presentes por estar en Roma y no al frente de sus diócesis. El cardenal obispo de Pamplona, Martín de Zalba, se enfrentó a él negando la acusación, alegando que estaba en Roma como refrendario del papa.

### La declaración de Anagni y el cisma de Fondi
Finalmente, con el verano, los cardenales salieron de Roma y algunos de ellos comenzaron a oponerse abiertamente al papa. Cuatro de los electores, precisamente los italianos, son los únicos que se quedan en Roma. Los demás se reúnen en Anagni y el 2 de agosto declaran que la elección realizada doce días antes era inválida por falta de libertad de los cardenales. A este acto siguieron una serie de negociaciones en que incluso los cardenales italianos titubearon solicitando la celebración de un concilio.
El 9 de agosto el grupo de Anagni endureció su posición y comenzó a buscar apoyos políticos pues era evidente ya que Urbano no cedería, ni consentiría que se celebrase un nuevo cónclave. Luego se trasladaron a Fondi, donde recibieron también el apoyo militar de la reina de Nápoles, Juana I. En septiembre Borsano, Corsini y Orsini se unieron a los cardenales de Fondi y el rey francés les hizo saber su apoyo. El 18 de septiembre, Urbano VI –que ya no contaba con el apoyo de ningún cardenal– decidió nombrar un nuevo colegio: 29 cardenales (20 italianos) y de este modo seguir adelante. Con estos antecedentes, el 20 de septiembre se produjo un nuevo cónclave que eligió a Roberto de Ginebra, quien tomó la denominación de Clemente VII. Era el inicio formal del cisma.

En el mapa se puede apreciar la división en la que se vio inmersa Europa durante el Cisma de Occidente. Unos reinos dieron su obediencia al papa de Aviñón (en anaranjado), otros al papa de Roma (en azul) y otros, según la conveniencia, cambiaron de bando una o más veces.

## Cristiandad dividida

### División de los reinos y señoríos
Al parecer el apoyo del rey francés fue decisivo para los cardenales de Fondi: se le achaca haberlo hecho porque quería que los papas volvieran a Aviñón y por su parentesco con el finalmente elegido papa, Clemente. En cuanto se eligió a Clemente en el cónclave de Fondi, el rey francés reunió a su consejo y decidieron apoyarlo. Sin embargo, la universidad de París se opone y decide, al menos al inicio, mantenerse neutral.
Comenzó la «guerra de legados» que ambos papas enviaron a todos los reinos y señoríos. Tras Francia, el condado de Saboya y Escocia se alinean con Clemente. Inglaterra (no sin problemas en sus territorios dentro del continente) y el imperio germánico ya con Carlos IV, elegido ese mismo año, se ponen de parte de Urbano, aunque también algunos territorios del Imperio (los más occidentales y meridionales) se pasaron a la obediencia de Clemente.
En la península ibérica, el rey Enrique II de Castilla convoca una asamblea para estudiar el asunto en Illescas (diciembre de 1378). Pero no se llega a nada y se decide consultar a otros reinos. Hasta 1380 en que, tras una especie de sínodo realizado en Medina del Campo, el reino se decanta a favor de Clemente. Se anuncia oficialmente esta decisión en Salamanca en mayo de 1381 aun cuando parte del clero consideraba mejor la solución de la convocatoria de un concilio. En Aragón, el rey Pedro IV también se hizo aconsejar por medio de asambleas y ante la imposibilidad de que una de las partes prevaleciera, tomó la original decisión de declararse «neutral» y disponer de la financiación del clero asumiendo también las rentas de la Cámara Apostólica. Así se mantuvo hasta que murió. Por su parte, Carlos II de Navarra también se mantuvo neutral. El rey Fernando I de Portugal se decanta por Clemente a fines de 1379, pero reconoció a Urbano en 1381 y volvió a la obediencia a Aviñón el año siguiente, siempre de acuerdo con los movimientos políticos de la corona. Tras la batalla de Aljubarrota (1385) se pasarán definitivamente a los «urbanitas».
Como se ha mencionado anteriormente, en la península itálica tanto Fondi como Nápoles se unen desde el inicio a los cardenales contrarios a Urbano y luego al papa Clemente. A estos se suman el Marquesado de Montferrato, Viterbo. Apoyaban a Urbano: Florencia, Pisa y Perugia. Milán se mantuvo entre ambas obediencias. En Italia además se dieron los primeros enfrentamientos armados que buscaban la prevalencia de uno de los papas. El primero ocurrió en Carpineto (1379) y terminó con la victoria urbanista. La situación se agravó de tal manera que Clemente tuvo que huir primero a Nápoles (donde las turbas le gritaban de todo a pesar del apoyo de la reina) y luego a Aviñón.
Evidentemente tras una separación tal de la cristiandad estaban las alianzas políticas del momento. Las universidades también se dividieron, en general las que sostenían el nominalismo pasaron al papa Urbano. En cambio las que se mantuvieron tomistas fueron seguidoras de Clemente o se mantuvieron neutrales. Más curioso resulta el constatar que precisamente los reinos que apoyaron a Urbano fueron los que luego apoyarían más la Reforma protestante, con excepción de Italia y la península ibérica.

### División de la Iglesia
Urbano y Clemente se excomulgaron uno al otro, de esa forma toda la cristiandad se encontró excomulgada. Los fieles católicos estaban confundidos, tenían delante a dos personas que decían y reclamaban ser el representante de Dios y de su Iglesia. El caos era tremendo, muchas diócesis con dos obispos, monasterios con dos abades, órdenes religiosas con dos generales, parroquias con dos párrocos, etc. Uno clementino y otro urbaniano. Por ejemplo, los dominicos, que contaban con 24 provincias, 19 de ellas dieron su obediencia al papa de Roma, mientras que 5 al papa aviñonés.
Cada obediencia tenía incluso su santo, Catalina de Siena y Catalina de Suecia eran urbanistas, mientras que Coleta de Corbie y Vicente Ferrer estaban a favor de Clemente VII. Varios de ellos serían canonizados o beatificados por la Iglesia luego de la unificación.
Algunos, como el arzobispo de Toledo, decidieron permanecer neutrales ante la duda. De hecho, en la Eucaristía rezaba pro illo qui est verus papa, «por quien es el verdadero papa».

## Intentos de solución

### Via facti: por medio de la guerra
Tras el cónclave de Fondi (1378), la reina Juana de Nápoles se adhirió al grupo que seguía al antipapa Clemente VII pero esta era la opción menos popular entre la población, que quería un papa italiano. El conde de Anjou, Luis I de Anjou, tras encontrarse con Clemente VII pensó en una solución que implicaba el uso de las armas contra el papa Urbano VI usando la base de Nápoles. Para ello, la reina adoptaría a Luis I como hijo y el papa Clemente reconocería oficialmente la adopción, luego este se haría con un ejército que entraría en Nápoles y desde allí comenzaría la guerra contra Urbano. El 29 de junio de 1380, Juana adoptó a Luis I, haciéndolo su heredero, pero la acción en Nápoles tuvo que esperar debido a la muerte del rey francés. En respuesta Urbano declaró hereje a la reina Juana, la depuso y nombró rey a Carlos de Durazzo. El 16 de julio de 1381, Carlos III, que tomó ese nombre, se hizo con Nápoles aunque la reina resistió en el Castel Nuovo hasta el 2 de septiembre.
El conde de Anjou no se dio por vencido: se hizo nombrar heredero oficial por el papa Clemente VII y formó un ejército en mayo de 1382. Atravesó Italia pero en julio la reina muere o es asesinada y su ejército disperso y falto de fondos, aunque gana algunas batallas es finalmente arrinconado en Tarento. Se retira a Bari y luego el conde enferma y muere el 21 de septiembre de 1384. Así, los intentos de acabar el cisma por las armas se mostraron fallidos.

### Via concilii: por medio del concilio
Tras el primer recurso a las armas, y al tiempo de este, se intentaron otras vías para la reconciliación: la primera de ellas es la via cessionis, que pretendía que uno de los dos papas, o los dos, abdicaran; la segunda era la via compromossionis, con la que se aceptaba el arbitraje de un tercero y se acataba la decisión final de este; y finalmente la via concilii, que consistía en que los dos papas debían aceptar el juicio de un concilio ecuménico. También quienes querían acabar con el cisma buscaban algún sistema teológico que permitiera deponer a los papas o juzgar su proceder o la validez del cónclave.
En este momento se desarrolló con fuerza la doctrina conciliarista, que hunde sus raíces sobre todo en las doctrinas de Guillermo de Ockam y Marsilio de Padua, quienes afirmaban la superioridad de un concilio general sobre el papa. Algunas universidades famosas como las de Oxford, Salamanca y París fueron los principales núcleos del conciliarismo.
Los problemas para la celebración del deseado concilio no eran solo de naturaleza teórica o teológica sino también política dada la división de toda Europa. De todos modos no fueron pocos los que se dedicaron a reflexionar sobre el problema como por ejemplo, Conrado de Gelnhausen, Enrique de Langenstein o Pierre d'Ailly. Dado que el rey de Francia, impulsado por el Conde de Anjou, buscaba la solución por la fuerza del cisma, hizo presión para acallar las voces favorables al concilio: los profesores terminaron por abandonar la universidad y trasladarse a ciudades del imperio donde podían seguir enseñando sus tesis tanto conciliaristas como nominalistas.

## Recrudecimiento del cisma
Urbano VI murió en 1389. Se pensó que con su muerte se llegaría al final del conflicto, sin embargo, los cardenales fieles al difunto papa escogieron al cardenal Piero Tomacelli como su sucesor. El nuevo pontífice romano tomó el nombre de Bonifacio IX. De igual modo procedieron los cardenales disidentes, tras la muerte de Clemente VII, acaecida el 16 de septiembre de 1394, se reunieron en cónclave en Aviñón, a pesar de la negativa de los reyes, y eligieron pontífice al cardenal Pedro de Luna, quien tomó el nombre de Benedicto XIII. El cisma se recrudeció en la sede de Roma, a Bonifacio IX, le sucedió primero Inocencio VII (1404-1406) y luego Gregorio XII (1406-1415). El papa aviñonés en cambio permaneció en el solio pontificio hasta el fin del cisma. Este era de carácter mucho menos manejable que su antecesor, los franceses cambiaron de bando y se inclinaron por encontrar una solución.
En la Universidad de París, Enrique de Langenstein y Conrado de Gelnhausen, pronto seguidos por Pedro de Ailly y por Jean Gerson, indicaron las «tres vías» que podían poner fin al cisma: el compromiso, la cesión y el concilio.
En 1407 se estuvo a punto de dar una solución al problema, los dos papas de entonces, Gregorio XII y Benedicto XIII, acordaron encontrarse en Savona, para abdicar conjuntamente y dar paso a una nueva elección. Sin embargo, los dos se arrepintieron y no estuvieron dispuestos a ceder el poder. En ese punto los perfiles se dirigían más hacia la solución de un concilio ecuménico, superior al papa.

## El Concilio de Pisa
Los cardenales disidentes, las ciudades del norte de Italia, el rey de Francia y por supuesto la Universidad de París llegaron al acuerdo de convocar un Concilio en Pisa, al cual se adhirieron los alemanes y los ingleses. El concilio comenzó el 25 de marzo del 1409, inmediatamente fueron llamados los dos papas (quienes no se presentaron) a comparecer en calidad de acusados y fueron depuestos el 5 de junio como herejes y cismáticos, basándose en las teorías de Ailly y Gerson. Los 24 cardenales presentes se reunieron en cónclave inmediatamente y eligieron como nuevo papa a Pedro Philargés, franciscano, humanista, profesor en Oxford y en París, de origen cretense, quien tomó el nombre de Alejandro V.
A pesar de la gran cantidad de obispos que habían acudido a Pisa y de que al papa elegido en el cónclave le siguieran en obediencia la mayoría de los reinos cristianos, la legitimidad de la convocatoria del concilio era dudosa. De hecho no todos los cardenales y teólogos estaban convencidos de que la autoridad de un concilio pudiese deponer a un papa (en cualquier situación), ni de cómo se podría llevar a término esa decisión. El concilio en vez de ser la solución, empeoró la situación, pues se pasó de un diabólico dualismo a un maldito trinomio.
El pisano Alejandro V solo duró un año en el cargo, puesto que murió en Bolonia al año siguiente de su elección. Su sucesor, Baldassare Cossa, será elegido por los cardenales pisanos el 17 de mayo de 1410, y tomará el nombre de Juan XXIII. En Italia, continuó la lucha en Nápoles y Roma, el embrollo llegó a su colmo. Tomada Roma por Juan XXIII y saqueada por Ladislao de Durazzo, aquel celebró en ella un nuevo concilio. Francia se mantenía desgarrada por la contienda entre los borgoñones y los Armagnacs (netamente galicanos).
Benedicto XIII, reconocido por Aragón, Navarra, Castilla y Escocia, se retiró a Barcelona y después, en 1411, a Peñíscola. Por su parte, Gregorio XII se vio obligado a huir a Gaeta y a Rímini por la deserción de los venecianos.

## El Concilio de Constanza

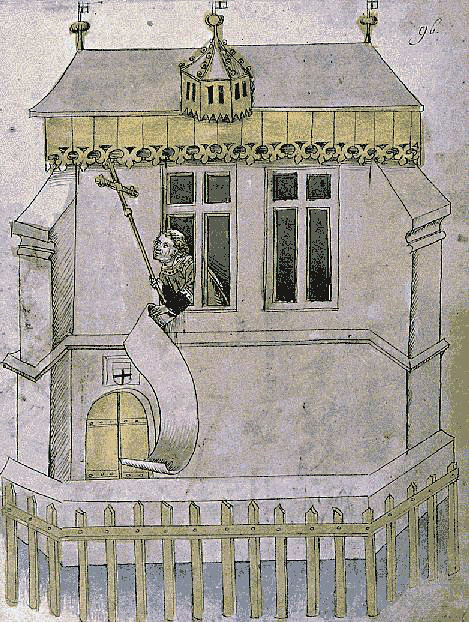
Habemus Papam en el Concilio de Constanza.

Para muchos, la salvación de la Iglesia solo podía venir del emperador, que era el único que tenía poder para convocar un concilio ecuménico fuera del papa. Segismundo, elegido rey de los Romanos en 1410, había dado su obediencia a Juan XXIII, pero soñaba con desempeñar la función de mediador. Convocó el 30 de octubre de 1413 un gran concilio para la unión, en la ciudad imperial de Constanza. El 9 de diciembre del mismo año, Juan XXIII confirma la convocatoria, creyendo que podía ser en beneficio suyo.
El concilio de Constanza inició el 5 de noviembre de 1414, Una vez reunida la asamblea, todo se puso a discusión: los derechos del concilio, del papa, del emperador, organización de los escrutinios (individualmente o por «nación»), reforma de la Iglesia, entre otros temas. Juan XXIII, el único de los tres papas que estaba presente, se enemistó pronto con Segismundo y en vez de abdicar, huyó de noche disfrazado. Fue destituido, arrestado y hecho prisionero el 29 de mayo de 1415. En cuanto a Gregorio XII hizo leer un decreto por el que convocaba el concilio de Constanza (cuya legitimidad confirmaba de esta manera) ante Segismundo y renunció al pontificado.

### Las negociaciones de Morella
Poco antes de la reunión del concilio, estando ya convocado, en 1414 se reunieron en Morella el rey de Aragón Fernando de Antequera, fray Vicente Ferrer y el antipapa Benedicto XIII (Papa Luna) en un intento de solucionar el cisma con la renuncia de este último.
El 18 de julio de 1414 Benedicto XIII hizo su entrada en Morella, a requerimiento del rey que se encontraba allí desde unos días antes. Entró a lomos de una mula y fue llevado bajo palio portado por el rey Fernando y otros caballeros hasta la iglesia arciprestal. Fernando tampoco descuidó hacer venir de Castilla a Vicente Ferrer, que a la sazón se hallaba predicando por aquellas tierras. El 15 de agosto se celebró la solemne misa, famosa en la historia de Morella, por concurrir a ella un rey, un papa y un santo.
Las negociaciones, infructuosas, duraron hasta que llegó la noticia de la muerte del rey Ladislao de Nápoles (6 de agosto) sin haber dejado sucesión directa, lo que obligó al rey a abandonar Morella. El papa volvió a Peñíscola a mediados de septiembre, y nunca renunció al papado, muriendo el 23 de mayo de 1423.

### Fin del Cisma
Ya solamente quedaba Benedicto XIII, y Segismundo viajó a Perpiñán para reunirse con él, pero no pudo vencer su intransigencia. Esto determinó a Castilla, a Navarra y, menos claramente, a Aragón a abandonarle y comparecer ante el concilio, en el cual estuvieron representadas desde entonces seis autoridades: la italiana, la francesa, la imperial, la inglesa, la navarra y la castellana. Benedicto XIII fue finalmente depuesto por el Concilio el 26 de julio de 1417 como cismático y hereje. Entretanto, los principales impulsores del Concilio de Constanza estaban empeñados en la realización de la reforma de la Iglesia «en su cabeza y en sus miembros». Para conseguirlo proclamaron el 6 de abril de 1415 la superioridad del concilio sobre el papa y que la autoridad de la Iglesia no reposaba ni sobre el papa ni sobre los cardenales, sino sobre la agregatio fidelium, cuya expresión la constituían las naciones.
A fin de asegurar lo acordado, se procedió a la censura de los escritos de Wycliff, el proceso y la condenación de Jan Hus (el 6 de julio de 1415), de Jerónimo de Praga (el 30 de mayo de 1416) y la discusión, con ocasión del asesinato del duque de Orleans, de la legitimidad del tiranicidio. Se votaron cinco decretos de reforma, entre los que se destacó el Decreto Frequens (del 9 de octubre de 1417), que imponía la celebración obligatoria de un concilio cada 10 años.

## Elección de Martín V y fin del cisma

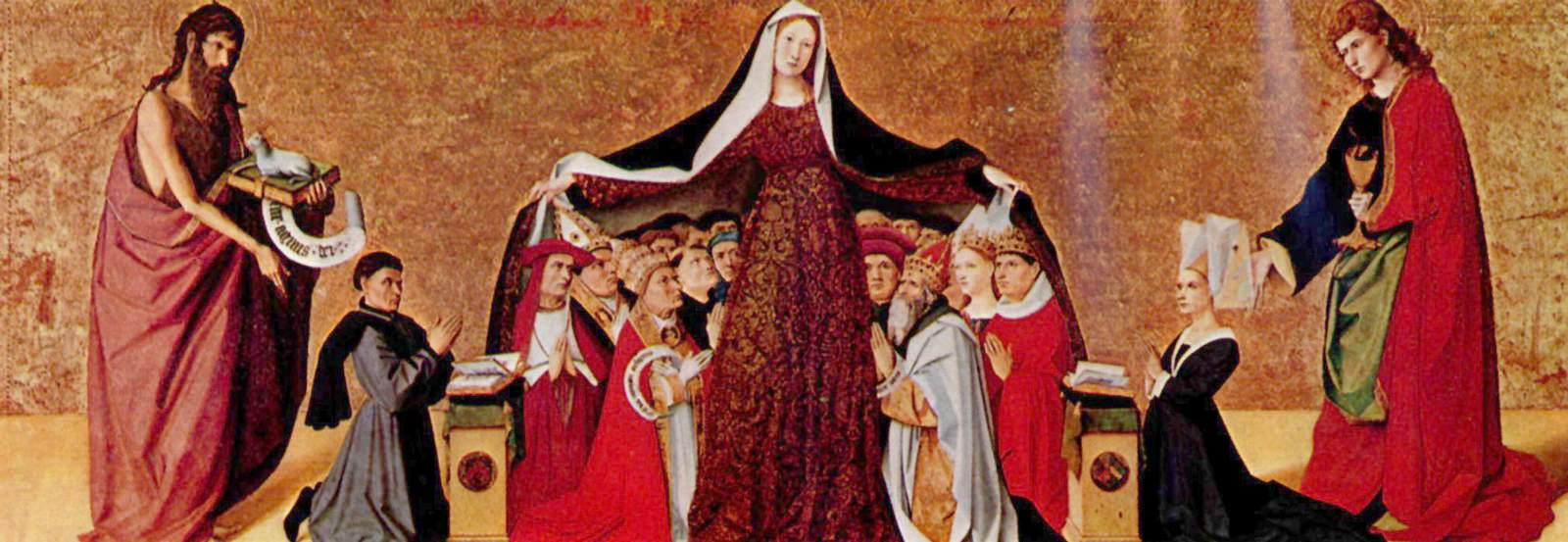
Virgen de la Misericordia, imagen de la Iglesia reconciliada luego del concilio de Constanza. Retablo Cadard (hacia 1444), de Enguerrand Quarton.

Los alemanes, inquietos por el estado de la Iglesia, quisieron ante todo decretar las reformas indispensables de la misma. Las otras naciones protestaron, por el contrario, contra toda demora en «hacer desaparecer la anomalía de una Iglesia sin jefe». Se decidió a agregar a los 23 cardenales, muy atacados por el concilio, otros 30 prelados (seis por nación). Otón Colonna fue elegido casi unánimemente el 11 de noviembre de 1417 y tomó el nombre de Martín V, quedando de este modo abierta la vía para restablecer la unidad en la Iglesia católica, dando por finalizado un cisma de casi medio siglo.
Benedicto XIII, el papa Luna, siguió imperturbable en su postura y murió en 1423, a los 94 años en Peñíscola, a donde había mudado su sede, en el antiguo castillo de la Orden del Templo. Tras ello sus cardenales eligieron a su sucesor, Gil Sánchez Muñoz, que tomó el nombre de Clemente VIII, último papa de la obediencia de Aviñón, en el Salón del Cónclave del castillo de Peñíscola, lugar donde residió hasta su abdicación. Esta se produjo en 1429 en San Mateo, Castellón, debido a las presiones políticas del rey de Aragón, Alfonso V, por entonces ocupado en la conquista del Reino de Nápoles.

## Línea de papas del cisma
| Papas y antipapas del Cisma de Occidente |
| ---------------------------------------- |
|                                          |

## Impacto sociocultural
La Iglesia de Occidente vivió uno de los momentos de mayor tensión en la Baja Edad Media. Durante el siglo XIV se da el largo episodio del Pontificado en Aviñón —trasladado a esta ciudad francesa por diferentes razones entre las que destacan la grave crisis que sufría Italia y el deseo de centralización fiscal por parte del papado— y el Cisma de Occidente con la elección simultánea de Urbano VI y Clemente VII. La extinción del cisma se consigue con la elección de Martín V, en la centuria siguiente; pero, los problemas no se resuelven, surgiendo con fuerza la vía conciliarista.
El triunfo del Pontificado se alcanzó con Martín V en el seno del concilio. Respecto a la cultura y la espiritualidad, las convulsiones sociales, la presencia de la guerra como un hecho permanente y las duras oleadas de peste que merman Europa, causas y consecuencias de sí mismas, inducen a la toma de posturas y sentimientos contrapuestos y extremos: el más absoluto idealismo y el realismo más desgarrado; movimientos de rígido ascetismo junto a una escandalosa inmoralidad.
Aunque el foco central de la cultura siguió estando en manos de los clérigos, se observó una cierta secularización evidente en el laicismo humanista, cuyos primeros esbozos empezaron a aparecer en esta época.